# Рулло, Джерри
Дженерозо Чарльз «Джерри» Рулло (англ. Generoso Charles "Jerry" Rullo; 23 июня 1922 в Филадельфии, Пенсильвания — 21 октября 2016) — американский профессиональный баскетболист, выступавший в Американской баскетбольной лиге и Баскетбольной ассоциации Америки, за команды «Филадельфия СФХАс», «Филадельфия Уорриорз», «Балтимор Буллетс», «Трентон Тайгерс» и «Санбери Меркьюрис». Играл на позиции атакующего защитника. Джерри становился чемпионом БАА в 1947 году в составе команды «Филадельфия Уорриорз».

## Карьера
Учился в школе Джона Бартрама и Темпльском университете (где был капитаном баскетбольной и футбольной команды и играл в бейсбол), служил в армии, в 1946 году заключил контракт с командой «Филадельфия Уорриорз», которая выступала в Баскетбольной ассоциации Америки (БАА). Через год перешёл в клуб «Балтимор Буллетс», который также выступал в БАА, и проведя неполный год, перешёл в команду «Филадельфия СФХАс» (1947—1948) из Американской баскетбольной лиги (АБЛ). Затем Джерри вернулся обратно в «Филадельфия Уорриорз», в которой провёл 2 сезона. Потом возвратился в Американскую баскетбольную лигу, на сей раз в распоряжение «Трентон Тайгерс», в составе которого провёл один сезон. Баскетбольную карьеру закончил играющим тренером в клубе КБА «Санбери Меркьюрис». Всего за карьеру в Баскетбольной ассоциации Америки сыграл 95 игр, в которых набрал 271 очко (в среднем 2,9 за игру) и сделал 70 передач.
До 1983 года работал баскетбольным тренером и спортивным судьёй в муниципалитете Филадельфии. Умер 21 октября 2016 года от сердечной недостаточности в госпитале Филадельфии. Похоронен на кладбище Святого Креста в Филадельфии.

## Статистика

### Статистика в НБА
| Сезон                                                                                    | Команда              | Регулярный сезон | Регулярный сезон | Регулярный сезон | Регулярный сезон | Регулярный сезон | Регулярный сезон | Регулярный сезон | Регулярный сезон | Регулярный сезон | Регулярный сезон | Регулярный сезон | Серия плей-офф | Серия плей-офф | Серия плей-офф | Серия плей-офф | Серия плей-офф | Серия плей-офф | Серия плей-офф | Серия плей-офф | Серия плей-офф | Серия плей-офф | Серия плей-офф |
| Сезон                                                                                    | Команда              | GP               | GS               | MPG              | FG%              | 3P%              | FT%              | RPG              | APG              | SPG              | BPG              | PPG              | GP             | GS             | MPG            | FG%            | 3P%            | FT%            | RPG            | APG            | SPG            | BPG            | PPG            |
| ---------------------------------------------------------------------------------------- | -------------------- | ---------------- | ---------------- | ---------------- | ---------------- | ---------------- | ---------------- | ---------------- | ---------------- | ---------------- | ---------------- | ---------------- | -------------- | -------------- | -------------- | -------------- | -------------- | -------------- | -------------- | -------------- | -------------- | -------------- | -------------- |
| 1946/47                                                                                  | Филадельфия Уорриорз | 50               |                  |                  | 29,9             |                  | 48,9             |                  | 0,4              |                  |                  | 2,5              | 7              |                |                | 23,1           |                | 100,0          |                | 0,0            |                |                | 1,0            |
| 1947/48                                                                                  | Балтимор             | 2                |                  |                  | 0,0              |                  | -                |                  | 0,0              |                  |                  | 0,0              | Не участвовал  | Не участвовал  | Не участвовал  | Не участвовал  | Не участвовал  | Не участвовал  | Не участвовал  | Не участвовал  | Не участвовал  | Не участвовал  | Не участвовал  |
| 1948/49                                                                                  | Филадельфия Уорриорз | 39               |                  |                  | 29,0             |                  | 68,9             |                  | 1,2              |                  |                  | 3,5              | 2              |                |                | 25,0           |                | 100,0          |                | 0,5            |                |                | 3,0            |
| 1949/50                                                                                  | Филадельфия Уорриорз | 4                |                  |                  | 33,3             |                  | 100,0            |                  | 0,5              |                  |                  | 1,8              | Не участвовал  | Не участвовал  | Не участвовал  | Не участвовал  | Не участвовал  | Не участвовал  | Не участвовал  | Не участвовал  | Не участвовал  | Не участвовал  | Не участвовал  |
|                                                                                          | Всего                | 95               |                  |                  | 29,2             |                  | 59,1             |                  | 0,7              |                  |                  | 2,9              | 9              |                |                | 23,8           |                | 100,0          |                | 0,1            |                |                | 1,4            |
| Наведите курсор мыши на аббревиатуры в заголовке таблицы, чтобы прочесть их расшифровку. |                      |                  |                  |                  |                  |                  |                  |                  |                  |                  |                  |                  |                |                |                |                |                |                |                |                |                |                |                |